# Соответствие Карри — Ховарда
Соответствие Карри — Ховарда (изоморфизм Карри — Ховарда, англ. formulæ-as-types  interpretation) — наблюдаемая структурная эквивалентность между математическими доказательствами и программами, которая может быть формализована в виде изоморфизма между логическими системами и типизированными исчислениями.
Хаскелл Карри и Уильям Ховард заметили, что построение конструктивного доказательства похоже на описание вычислений, а высказывания конструктивной логики по своей структуре схожи с типами вычисляемых выражений — программ для вычислительной машины. Ранние проявления этой связи — интерпретация Брауэра — Гейтинга — Колмогорова (1925), задающая семантику интуиционистской логики через вычисления доказательств, и теория реализуемости Клини (1945).
Соответствие Карри — Ховарда в современном представлении не ограничивается какой-то одной логикой или системой типов. Например, логика высказываний соответствует простому типизированному λ-исчислению, логика высказываний второго порядка — полиморфному λ-исчислению, исчисление предикатов — λ-исчислению с зависимыми типами.
В рамках изоморфизма Карри — Ховарда следующие структурные элементы рассматриваются как эквивалентные:
| Логические системы                             | Языки программирования                                   |
| ---------------------------------------------- | -------------------------------------------------------- |
| Высказывание                                   | Тип                                                      |
| Доказательство высказывания {\displaystyle P}  | Терм (выражение) типа {\displaystyle P}                  |
| Утверждение {\displaystyle P} доказуемо        | Тип {\displaystyle P} обитаем                            |
| Импликация {\displaystyle P\Rightarrow Q}      | Функциональный тип {\displaystyle P\rightarrow Q}        |
| Конъюнкция {\displaystyle P\land Q}            | Тип произведения (пары) {\displaystyle P\times Q}        |
| Дизъюнкция {\displaystyle P\lor Q}             | Тип суммы (размеченного объединения) {\displaystyle P+Q} |
| Истинная формула                               | Единичный тип                                            |
| Ложная формула                                 | Пустой тип ({\displaystyle \bot })                       |
| Квантор всеобщности {\displaystyle \forall }   | Тип зависимого произведения ({\displaystyle \Pi }-тип)   |
| Квантор существования {\displaystyle \exists } | Тип зависимой суммы ({\displaystyle \Sigma }-тип)        |

Простейшим примером соответствия Карри — Ховарда может служить изоморфизм между простым типизированным λ-исчислением и фрагментом интуиционистской логики высказываний, включающим только импликацию. Например, тип {\displaystyle (P\rightarrow Q\rightarrow R)\rightarrow (P\rightarrow Q)\rightarrow P\rightarrow R} в простом типизированном лямбда-исчислении соответствует высказыванию {\displaystyle (P\Rightarrow (Q\Rightarrow R))\Rightarrow ((P\Rightarrow Q)\Rightarrow (P\Rightarrow R))} логики высказываний. Для доказательства этого высказывания необходимо сконструировать терм указанного типа (если это удаётся сделать, то про тип говорят, что он обитаем или населён), в данном случае можно предъявить нужный терм: {\displaystyle \lambda fgx\rightarrow fx(gx)}, и это значит, что тавтология {\displaystyle (P\Rightarrow (Q\Rightarrow R))\Rightarrow ((P\Rightarrow Q)\Rightarrow (P\Rightarrow R))} доказана.
Использование изоморфизма Карри — Ховарда позволило создать целый класс функциональных языков программирования, среда выполнения которых одновременно является системой автоматического доказательства, таких как Coq, Agda и Epigram.